# Steve Prefontaine

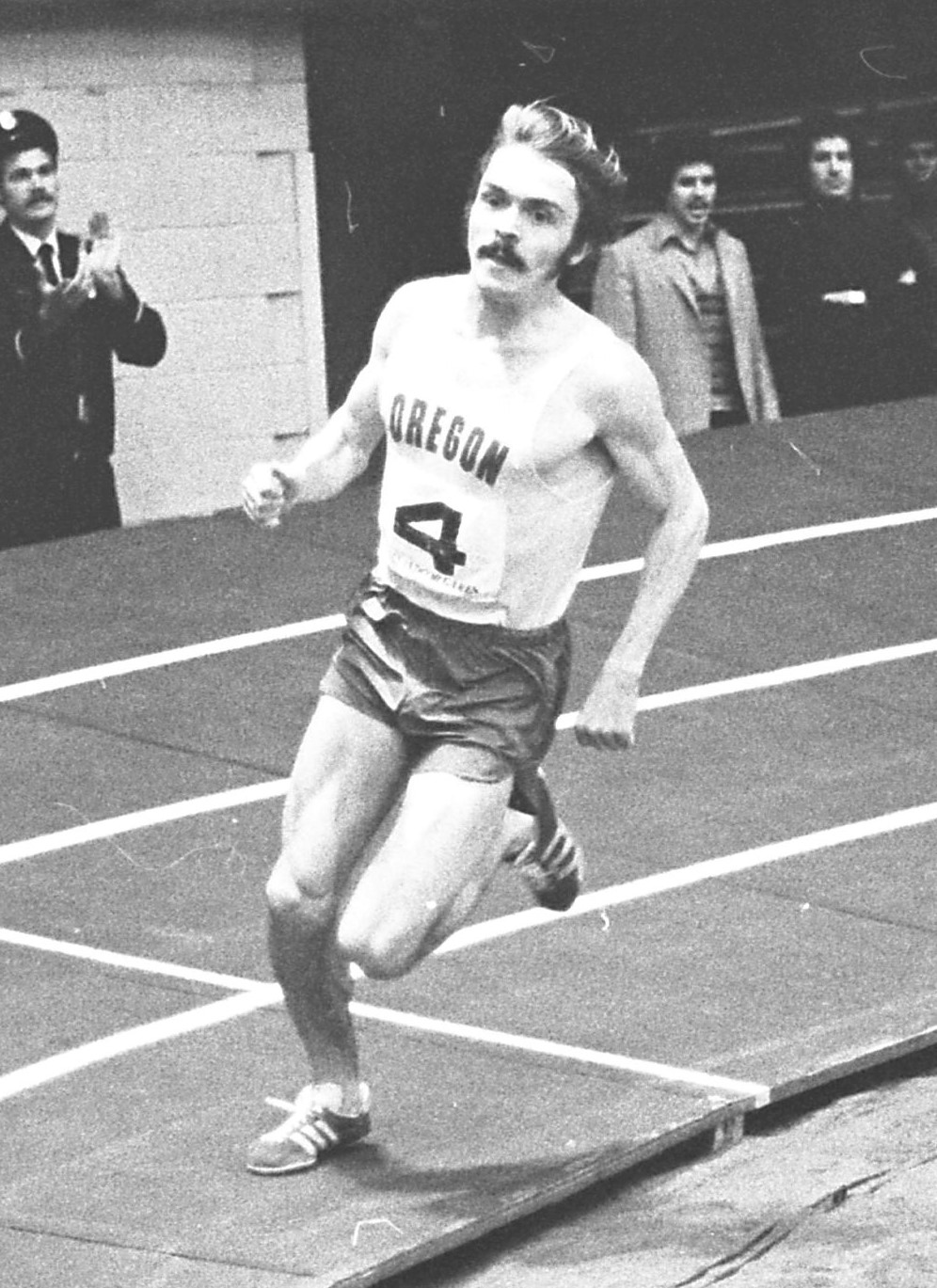
Steve Prefontaine, 1973.

Steve Roland Prefontaine, född 25 januari 1951 i Coos Bay, Oregon, död 30 maj 1975 i Eugene, Oregon, var en amerikansk långdistanslöpare.
Steve Prefontaine växte upp i Oregon. Prefontaine deltog i 5 000 meter vid OS 1972 i München. Prefontaine var en av favoriterna och såg till att det blev en rafflande final. Han blev fyra i finalen, blott 21 år gammal.
Prefontaine dog 1975 i en bilolycka. Filmerna Prefontaine (1997) och Without Limits (1998) handlar om hans liv.